# كاري سميث (متسابقة يخت)
كاري سميث (بالإنجليزية: Carrie Smith)‏ هي متسابقة يخت أسترالية، ولدت في 28 يناير 1995.

## وصلات خارجية
- كاري سميث على موقع الاتحاد الدولي للملاحة الشراعية (موقع جديد) (الإنجليزية)
- كاري سميث على موقع الاتحاد الدولي للملاحة الشراعية (موقع قديم) (الإنجليزية)
- كاري سميث على موقع اللجنة الأولمبية الدولية (الإنجليزية)
- كاري سميث على موقع أوليمبيديا (الإنجليزية)
- كاري سميث على موقع اللجنة الأولمبية الأسترالية (الإنجليزية)